# اکواپندنت
اکواپندنت (به ایتالیایی: Acquapendente) یک سکونتگاه مسکونی در ایتالیا است که در استان ویتربو واقع شده‌است.

## خصوصیات
اکواپندنت ۱۲۰٫۲۸ کیلومترمربع مساحت و ۵٬۶۱۹ نفر جمعیت دارد و ۴۲۰ متر بالاتر از سطح دریا واقع شده‌است.